# La Dernière Bourrée à Paris
Pour plus de détails, voir Fiche technique et Distribution.
La Dernière Bourrée à Paris est un film franco-italien réalisé par Raoul André, sorti en 1973.

## Synopsis
La jeune Berthe, très émue par une séance au cinéma de l'œuvre à la réputation sulfureuse Le Dernier Tango à Paris, se rend à l'adresse où se situe l'essentiel de l'action, un immeuble donnant sur le métro aérien du pont Bir-Hakeim. La réalité semble soudain calquer la fiction quand elle y découvre non seulement un appartement affiché à louer mais aussi qu'un homme prostré dans un coin semble l'y attendre. Espérant une même étreinte torride que dans le film, elle constate que celui-ci n'est en fait préoccupé que par les défauts du logement. Tentant tout de même d'entamer avec lui une liaison passionnée, elle apprend que l'homme souffre de troubles de la libido.

## Fiche technique
- Titre : La Dernière Bourrée à Paris
- Réalisation : Raoul André
- Scénario : Raoul André et Michel Lebrun
- Décors : Dominique André
- Photographie : Roland Dantigny
- Montage : Gabriel Rongier
- Musique : Vladimir Cosma
- Pays de production :  France,  Italie
- Langue français
- Genre : comédie
- Format : couleur
- Durée : 90 minutes
- Date de sortie : 
  - France : 31 octobre 1973
- Affiche : René Ferracci (France)

## Distribution
- Tony Kendall : Victor
- Patricia Lesieur : Berthe
- Francis Blanche : Gaston Payrac
- Michel Galabru : Jules Payrac
- Marion Game : Lucie
- Daniel Prévost : Philippe
- Roger Coggio : L'homme du trust
- Micheline Dax : La propriétaire de l'appartement
- Paul Préboist : Émile, le premier plombier
- Jacques Préboist : François, le second plombier
- Annie Cordy : La psychanalyste
- Paul Bisciglia
- Monique Derrieu
- Nicole Gobbi : Une prostituée
- Darling Légitimus : La concierge de l'immeuble près du métro Passy
- Christian Marin
- Bernard Musson
- Danièle Nègre : Solange
- Ariane Carletti

## Autour du film
- Une fausse bande sonore a été recrée pour illustrer la séquence au cinéma où le film Le Dernier Tango à Paris (1972) est censé être projeté.
- Même si l'action est en partie censée se situer à l'adresse exacte où Marlon Brando et Maria Schneider entretiennent leur relation dans le film sus-cité, ni le devant d'immeuble ni son intérieur n'y correspondent.
- L'actrice Darling Légitimus tenait déjà le rôle de la concierge dans l'immeuble près de la station de métro Passy dans Le Dernier Tango à Paris.